# Gravibus ecclesiae
Gravibus ecclesiae ist die Enzyklika, mit der Papst Pius IX. am 24. Dezember 1874 das Jahr 1875 zum Heiligen Jahr erklärte.
Er legte für das kommende Jubeljahr die Regeln und Feierlichkeit fest und betonte, dass ein Jubeljahr schon immer der Erlösung, der Gnade und der Rückkehr für alle  Menschen galt, die aus der ganzen Welt nach Rom kamen. Pius IX. erinnerte auch an das große Jubeljahr 1825, welches durch Papst Leo XIII. eröffnet worden sei und bedauerte nochmals, dass das Jubeljahr 1850 nicht in dem gewohnten Rahmen stattfinden konnte (vergleiche: Enzyklika Exultavit cor nostrum).
Die Schwierigkeiten und Angriffe hätten nicht nachgelassen und noch immer  sehe sich die Kirche schweren Angriffen ausgesetzt. Der Papst erklärt, dass zur Verherrlichung der Kirche und zur Heilung des christlichen Volkes das Jahr 1875 zum Jubiläumsjahr erhoben werde. Er legte die Bestimmungen fest und benennt Kathedralen in Rom, in denen die Anforderungen für das Gebet und den zu gewährenden Ablass gelten. Des Weiteren beschreibt er einige Ausnahmeregelungen und unterstreicht, dass er nicht beabsichtige eine allgemeine Amnestie zu verkünden.